# Acer heldreichii
Acer heldreichii é uma espécie de árvore do gênero Acer, pertencente à família Aceraceae.